# Porsche Tennis Grand Prix 2019
Porsche Tennis Grand Prix 2019 — жіночий тенісний турнір, що проходив на закритих ґрунтових кортах Porsche Arena в Штутгарті (Німеччина). Це був 42-й за ліком Porsche Tennis Grand Prix. Належав до категорії Premier в рамках Туру WTA 2019. Тривав з 22 до 28 квітня 2019 року.

## Очки і призові

### Нарахування очок
| Дисципліна       | П   | Ф   | ПФ  | ЧФ  | 1/8 | 1/16 | Q   | Q3  | Q2  | Q1  |
| Одиночний розряд | 470 | 305 | 185 | 100 | 55  | 1    | 25  | 18  | 13  | 1   |
| Парний розряд    | 470 | 305 | 185 | 100 | 1   | Н/Д  | Н/Д | Н/Д | Н/Д | Н/Д |

### Призові гроші
| Дисципліна       | П        | Ф       | ПФ      | ЧФ      | 1/8    | 1/16   | Q3     | Q2     | Q1   |
| Одиночний розряд | €107,036 | €57,157 | €30,536 | €16,411 | €8,798 | €5,585 | €2,508 | €1,333 | €742 |
| Парний розряд *  | €33,482  | €17,885 | €9,774  | €4,974  | €2,702 | Н/Д    | Н/Д    | Н/Д    | Н/Д  |

* на пару

## Учасниці основної сітки в одиночному розряді

### Сіяні пари
| Країна     | Гравчиня            | Рейтинг1 | Сіяна |
| ---------- | ------------------- | -------- | ----- |
| Японія     | Наомі Осака         | 1        | 1     |
| Румунія    | Сімона Халеп        | 2        | 2     |
| Чехія      | Петра Квітова       | 3        | 3     |
| Чехія      | Кароліна Плішкова   | 4        | 4     |
| Німеччина  | Анджелік Кербер     | 5        | 5     |
| Нідерланди | Кікі Бертенс        | 7        | 6     |
| Латвія     | Анастасія Севастова | 13       | 7     |
| Естонія    | Анетт Контавейт     | 15       | 8     |

- 1 Рейтинг подано станом на 15 квітня 2019.

### Інші учасниці
Нижче наведено учасниць, що отримали вайлдкард на участь в основній сітці:
- Домініка Цібулкова
- Андреа Петкович
- Лаура Зігемунд

Нижче наведено гравчинь, які пробились в основну сітку через стадію кваліфікації:
- Анна-Лена Фрідзам
- Менді Мінелла
- Грет Міннен
- Сара Соррібес Тормо

Такі тенісистки потрапили в основну сітку як Щасливі лузери:
- Джулія Гатто-Монтіконе
- Віра Звонарьова

### Знялись з турніру
До початку турніру
- Деніелл Коллінз → її замінила  Сє Шувей
- Сімона Халеп → її замінила  Джулія Гатто-Монтіконе
- Гарбінє Мугуруса → її замінила  Віра Звонарьова
- Слоун Стівенс → її замінила  Анастасія Павлюченкова
- Еліна Світоліна → її замінила  Леся Цуренко

Під час турніру
- Наомі Осака (травма живота)

### Завершили кар'єру
- Вікторія Азаренко (травма правого плеча)
- Юлія Гергес (травма шиї)

## Учасниці основної сітки в парному розряді

### Сіяні пари
| Країна    | Гравчиня             | Країна     | Гравчиня           | Рейтинг1 | Сіяна |
| --------- | -------------------- | ---------- | ------------------ | -------- | ----- |
| США       | Ніколь Мелічар       | Чехія      | Квета Пешке        | 25       | 1     |
| Німеччина | Анна-Лена Гренефельд | Нідерланди | Демі Схюрс         | 33       | 2     |
| Японія    | Ніномія Макото       | США        | Абігейл Спірс      | 57       | 3     |
| США       | Ракель Атаво         | Словенія   | Катарина Среботнік | 60       | 4     |

- 1 Рейтинг подано станом на 15 квітня 2019.

### Інші учасниці
Пара, що отримала вайлд-кард на участь в основній сітці:
- Мона Бартель  /  Анна-Лена Фрідзам
- Анастасія Павлюченкова /  Луціє Шафарова

## Переможниці та фіналістки

### Одиночний розряд
- Петра Квітова —  Анетт Контавейт, 6–3, 7–6(7–2). Для Квітової це був 2nd title of the season і 27-й — за кар'єру.

### Парний розряд
- Мона Бартель /  Анна-Лена Фрідзам —  Анастасія Павлюченкова /  Луціє Шафарова, 2–6, 6–3, [10–6]